# John Rooney
John Richard Rooney (sinh ngày 17 tháng 12 năm 1990 tại Liverpool, Merseyside) là một cầu thủ bóng đá người Anh hiện đang chơi ở vị trí tiền đạo cho câu lạc bộ Guiseley A.F.C.. Anh là em trai của ngôi sao bóng đá ở Manchester United và đội tuyển bóng đá quốc gia Anh Wayne Rooney. Mặc dù là một công dân Anh, song Rooney đã bày tỏ mong muốn đại diện cho Cộng hoà Ireland thi đấy ở các giải đấu cấp độ quốc tế.

## Sự nghiệp

### Macclesfield Town
Rooney bắt đầu sự nghiệp của mình với tư cách là một cầu thủ của đội trẻ Everton trước khi di chuyển đến Macclesfield, nơi anh đã ký hợp đồng chuyên nghiệp vào ngày 14 tháng 7, bốn tháng sau khi có màn ra mắt với tư cách cầu thủ chuyên nghiệp trong trận đấu với Barnet, ngày 24 tháng 3 năm 2008. Bàn thắng đầu tiên trong sự nghiệp của anh đã đến trong chiến thắng 2-1 trước Dagenham & Redbridge vào ngày 28 tháng 3 năm 2009.
Với việc hợp đồng cùng Macclesfield của Rooney hết hạn vào cuối mùa giải 2009-10, anh đã được liên hệ đội bóng đang chơi ở giải hạng nhất Derby County và tiếp tục trải qua một tuần dài thử việc tại sân vận động Pride Park vào tháng 2 năm 2010. Ý định ban đầu của họ là cho Rooney chơi cho Đội dự bị Derby County trong trận gặp Sheffield United nhưng cuối cùng trận đấu đã bị hoãn do điều kiện thời tiết. Huấn luyện viên của Derby là Nigel Clough đã rất ấn tượng với Rooney, nói rằng "Anh có cái nhìn OK trong việc đào tạo. Chúng ta có thể thấy anh ấy đạt được điều này" và nêu rõ mong muốn đưa Rooney trở lại thi đấu thử nghiệm lần thứ hai trong trận đấu với Sheffield Wednesday.
Rooney đã được ký hợp đồng với câu lạc bộ mới Huddersfield Town và đã liên kết đào tạo nên trước mùa giải với The Terriers, và có 45 phút thi đấu trong trận giao hữu thắng 5-0 trước AFC Emley vào ngày 9 tháng 7 năm 2010.

## Cuộc sống cá nhân
Trong một thời gian dài, Rooney đã sống với anh trai của anh là Wayne ở Prestbury để dễ di chuyển hơn tới đội bóng của anh tại thành phố Macclesfield.